# Carry On (chanson d'Avenged Sevenfold)
Pour les articles homonymes, voir Carry On.
Singles de Avenged Sevenfold
Buried Alive
(2011) Hail to the King
Carry On est une chanson de Avenged Sevenfold. La chanson est sortie le 24 septembre 2012,. La chanson est sortie sur iTunes.

## Style de musique, lyrique et thème
La chanson se caractérise par un tempo rapide avec un son heavy metal. Il a également été fortement influencé par de nombreux groupes de heavy metal old school et des groupes de thrash metal comme il a été influencé par de nombreuses chansons les membres du groupe déclarent qu'ils aiment les groupes qui ont été joués sur Ozzy's Boneyard sur Sirius XM.
Dans une interview avec le chanteur du groupe M. Shadows sur le sens de la chanson, il a dit :

« Je voulais être plus vague. Parfois, j'ai l'impression que mes paroles serpentent un peu, et nos chansons sont si grands que je dois écrire plus de mots que nécessaire. Je voulais laisser ces paroles plus ouverte. Je sentais que le terme «Carry On» était parfait non seulement pour les personnages mais pour Avenged Sevenfold pour aller de l'avant. J'ai collé avec ça. Je voulais juste écrire quelques paroles épiques que vous pourriez penser quand vous étiez au volant dans la rue ou sur votre cheval »

## Dans la culture populaire
La chanson joue à la fin de Call of Duty: Black Ops II, mettant en vedette le groupe et deux personnages du jeu, Raul Menendez (joué par Kamar de los Reyes) à la guitare et le sergent Frank Woods (voix de James C. Burns) à la batterie, comme la chanson joue un montage de scènes cinématiques et des éléments de gameplay. Il est également utilisé dans la bande-annonce pour le mode Zombies.

## Clip
Le clip de la chanson est joué à la fin des crédits de Black Ops 2 et les personnages Frank Woods et Menendez jouent avec le groupe, que la vidéo se poursuit, il montre des extraits du jeu et des cameos des personnages dans le jeu qui sont en vedette dans le vidéo.

## Listes des morceaux
| 12" Picture Disc | 12" Picture Disc        | 12" Picture Disc | 12" Picture Disc | 12" Picture Disc | 12" Picture Disc | 12" Picture Disc | 12" Picture Disc | 12" Picture Disc | 12" Picture Disc |
| No               | Titre                   | Durée            |                  |                  |                  |                  |                  |                  |                  |
| ---------------- | ----------------------- | ---------------- | ---------------- | ---------------- | ---------------- | ---------------- | ---------------- | ---------------- | ---------------- |
| 1.               | Carry On                | 4.15             |                  |                  |                  |                  |                  |                  |                  |
| 2.               | Carry On (Instrumental) | 4:15             |                  |                  |                  |                  |                  |                  |                  |
| 8:30             |                         |                  |                  |                  |                  |                  |                  |                  |                  |

## Chartes
| Chart                           | Peak |
| ------------------------------- | ---- |
| US Rock Airplay (Billboard)     | 18   |
| US Rock Songs (Billboard)       | 20   |
| US Heatseeker Songs (Billboard) | 18   |
| US Digital Songs (Billboard)    | 70   |

## Personnel
Avenged Sevenfold
- M. Shadows - lead vocals
- Zacky Vengeance - guitare rythmique, backing vocals
- Synyster Gates - lead guitar, backing vocals
- Johnny Christ - basse

Session member
- Arin Ilejay - batterie